# Fuk Fuk à Brasileira
Fuk Fuk à Brasileira é um filme brasileiro de comédia e erotismo dirigido por Jean Garrett e lançado em 1986.

## Sinopse
Siri, um anão negro, feio, semi-analfabeto, mudo (mas dotado de telepatia) é adotado por um casal com certa queda por orgias. Um dia a esposa se recusa a lubrificar seu ânus com margarina (só aceita manteiga), então o marido tenta sodomizar Siri, que escapa pela privada e vai viver uma verdadeira odisseia, com direito a lusitanos pan-sexuais, naves de formato fálico e um isopor térmico cheio de vibradores para satisfação auto-erótica.

## Elenco[1]
- Anão Chumbinho ...  Siri
- Eliana Gabarron
- Walter Gabarron
- Oswaldo Cirillo
- Bianchina Dela Costa
- Andrea Pucci
- Túlio Grossi... Criolo Clinoldo

1. 1 2 3 4 5 6 7  Fuk Fuk à Brasileira na Cinemateca Brasileira